# Jean-Jacques Castex
Jean-Jacques Castex, né à Toulouse le 9 avril 1731 et mort à Paris le 10 juin 1828, est un sculpteur et dessinateur français.

## Biographie
Jean-Jacques Castex expose une statuette de Léda et deux groupes de Centaures au Salon de 1796.
Il participe à la campagne d’Égypte. En janvier 1799, il accompagne l'ingénieur géographe Bertre dans son voyage au Fayoum. Il fait partie de la commission conduite par Girard, qui part du Caire le 19 mars 1799 pour la Haute-Égypte. D'après les dessins qu'il avait rapportés d'Égypte, il réalise un modèle en cire, réduit au tiers, du zodiaque de Denderah qu'il envoie au Salon de 1819, en même temps qu'un projet pour un Tombeau du général Kléber.
Il est célèbre pour avoir gravé sur la pierre du grand temple de Philæ, l'inscription :

« L'an 6 de la République, le 15 messidor, une armée française, commandée par Bonaparte, est descendue à Alexandrie. L'armée ayant mis vingt jours après, les Mamelouks en fuite aux Pyramides, Desaix, commandant la première division, les a poursuivis au-delà des cataractes, où il est arrivé, le 13 ventôse de l'an 7. Les généraux de brigade, Davoust, Friant et Belliard, Donzelot, chef de l'état-major, Latournerie, comm. des l'artillerie, Eppler, chef de la 21e légère, le 13 ventôse an 7 de la République, 3 mars, an de J.C. 1799. Gravé par Castex sculpteur. »

Il meurt dans la misère à l'Hôtel-Dieu de Paris. Il est enterré à Paris au cimetière du Père-Lachaise (11e division),.